# Critérium Neige et Glace
Le critérium Neige et Glace (ou rallye Neige et Glace jusqu'au début des années 1970) était une épreuve de rallye française se déroulant sur asphalte enneigée et gelée annuellement, organisée par l’Association sportive de l’automobile club dauphinois.

## Historique

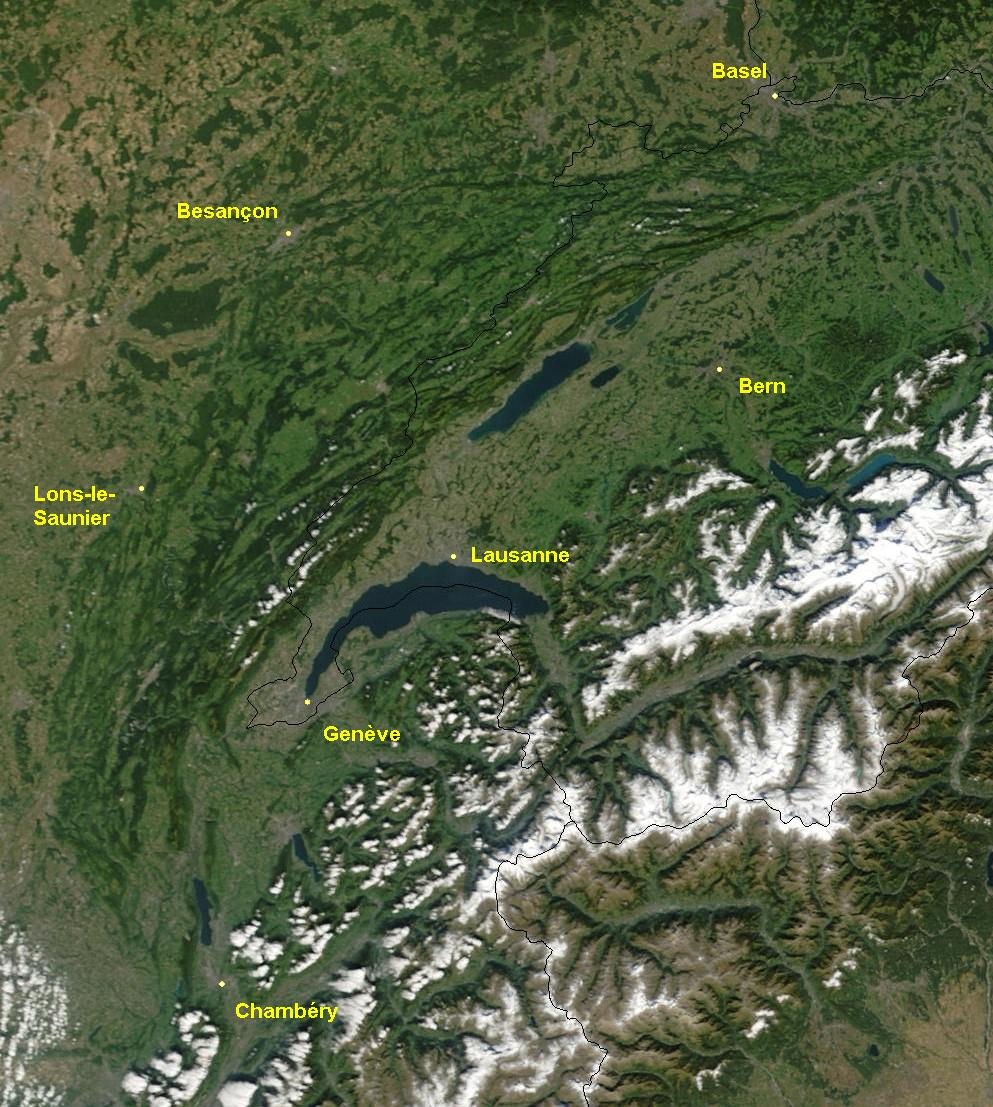
Vue satellite du Jura.

Sa première édition date de 1953. Traditionnellement, il ouvrait la nouvelle saison du championnat entre le premier week-end de février et celui du mois de mars, après l'annulation du Rallye des Routes du Nord en 1972, dans le massif du Jura (région la plus froide de France), après la tenue du Rallye Monte-Carlo au tout début janvier.
Il a été intégré au Championnat de France des rallyes de 1re division jusqu'en 1977, et au Championnat d'Europe des rallyes en 1972.
Les pneumatiques étaient alors spécialement adaptés, de marque Hakkapeliitta (finlandais) par la plupart des véhicules.

## Rallye Neige et Glace Historic
Une compétition Historic de régularité existe depuis 2003 grâce à Patrick Zaniroli et à son épouse, instaurée à l'occasion du 50e anniversaire de sa création. Elle concerne des voitures construites d'avant-guerre à 1989. Leur société, Patrick Zaniroli Promotion, gère également le Rallye des Princesses. En 2023, l'organisation de l'épreuve est reprise par Zoulou Racing Heritage.

## Palmarès
« L'âge d'or » de cette course couvre la décade de 1967 (date de création du nouveau championnat de France) à 1977.
- Jean Prestail et sa femme Monique ont remporté la première édition en 1953, puis la deuxième et la quatrième édition, sur Citroën 11CV à double carburateur;
- Matussière et Borsa l'ont remportée en 1955, sur Salmson 2300 S[5];
- Claude Storez l'a remportée en 1958, avec Robert Buchet sur Porsche 356 Speedster;
- André Ricou l'a remportée en 1960, sur Citroën DS barquette Ricou-Viet;
- Robert Neyret l'a remportée en 1962, sur Citroën DS en catégorie Tourisme;
- René Trautmann l'a remportée en 1962 et en 1963 (avec Claudine Bouchet) en catégorie GT, sur Citroën DS 19 modifiée;
- Henri Greder l'a remportée en 1965, sur Ford Mustang en catégorie Tourisme;
- Jean-Pierre Hanrioud l'a remportée en 1966, sur Alpine A110[6];

| Année | Pilote              | Copilote              | Voiture                            |
| ----- | ------------------- | --------------------- | ---------------------------------- |
| 1967  | Robert Neyret       | Jacques Terramorsi    | Citroën DS 21                      |
| 1968  | Gérard Larrousse    | Marcel Callewaert     | Alpine A110 Proto 1535             |
| 1969  | Gérard Larrousse    | Jean-Claude Perramond | Porsche 911 R                      |
| 1970  | Claude Swietlik     | Couturier             | Alpine A110 1300 S                 |
| 1971  | Bernard Fiorentino  | Maurice Gélin         | Simca CG proto MC 2.2L. Coupé Gr.5 |
| 1972  | Bernard Darniche    | Alain Mahé            | Alpine A110 1800                   |
| 1973  | Jean-Pierre Nicolas | Claude Roure          | Renault 12 Gordini                 |
| 1974  | Jean-Claude Andruet | Biche                 | Lancia Stratos HF                  |
| 1975  | Jacques Henry       | Maurice Gélin         | Alpine A110 1800                   |
| 1976  | Bernard Darniche    | Alain Mahé            | Lancia Stratos HF                  |
| 1977  | Guy Fréquelin       | Jacques Delaval       | Alpine A310 V6                     |